# Галл, Роман Романович
Рома́н (Ро́берт) Рома́нович Галл (9 февраля 1761 — 23 января 1844, Санкт-Петербург) — русский мореплаватель английского происхождения, адмирал (1830 год), временно исполнял обязанности главного командира Черноморского флота в 1811 году.

## Биография
В 1774 году гардемарином поступил на русскую службу и в эскадре контр-адмирала С. К. Грейга, возвращавшейся из Ливорно после Первой Архипелагской экспедиции, на корабле «Св. Александр Невский» прибыл в Кронштадт.
В 1779-1781 годах мичманом на фрегате «Симеон» в эскадре контр-адмирала И. А. Борисова плавал из Кронштадта до Ливорно.
В 1782 году в чине лейтенанта вновь на фрегате «Симеон» плавал в Англию в эскадре контр-адмирала А. И. Круза.
В 1783—1784 годах сделал два перехода из Архангельска в Кронштадт на построенных там фрегате «Возьмислав» и корабле «Владислав».
В 1785 году назначен в «Северо-восточную секретную географическую и астрономическую экспедицию» И. И. Биллингса.
В 1786 году был произведён в капитан-лейтенанты. В том же году через Сибирь прибыл в Охотск, где начали строиться суда для экспедиции.
Осенью 1789 года на новопостроенном корабле «Слава России» (под командой Биллингса) перешёл из Охотска в Петропавловск, где по ранее данному указу произведён в капитаны II ранга.
В мае — октябре 1790 года на том же корабле плавал к острову Каяк (залив Аляска) и вернулся в Петропавловск. Зимовал в Нижне-Камчатске, где для экспедиции строился под его наблюдением катер «Чёрный Орёл».
В 1791 году, командуя «Чёрным Орлом», плавал к острову Уналашка (Лисьи Алеутские острова), а оттуда к Берингову проливу. Зимовал на Уналашке. Во время зимовки, как старший по чину, принял от Г. А. Сарычева корабль «Слава России» и сдал ему катер «Чёрный Орёл».
В 1792 году оба корабля вернулись в Петропавловск. Оттуда вся экспедиция на «Чёрном Орле» перешла в Охотск.
В 1794 году через Сибирь вернулся в Петербург.
В 1795-1797 годах, командуя кораблями «Принц Карл» и «Пантелеймон», плавал в Балтийском и Северном морях.
В 1797 году произведён в капитаны I ранга и награждён орденом Св. Анны III степени на шпагу.
В 1798-1800 годах принимал участие в блокаде Голландии.
14 марта 1801 года произведён в чин капитан-командора и в 1801—1802 годах командовал 100-пушечным кораблём «Св. Иоанн Креститель».
В 1802 году произведён в контр-адмиралы и награждён орденом Св. Георгия IV степени «За беспорочную выслугу, в офицерских чинах, 18-ти шестимесячных морских кампаний».
В 1805 году из-за разрыва России с Англией был устранён от строевой должности и отправлен в Москву.
К 1807 году на различных должностях дослужился до чина вице-адмирала.
В 1810 году принял русское подданство и возвращён в Петербург.

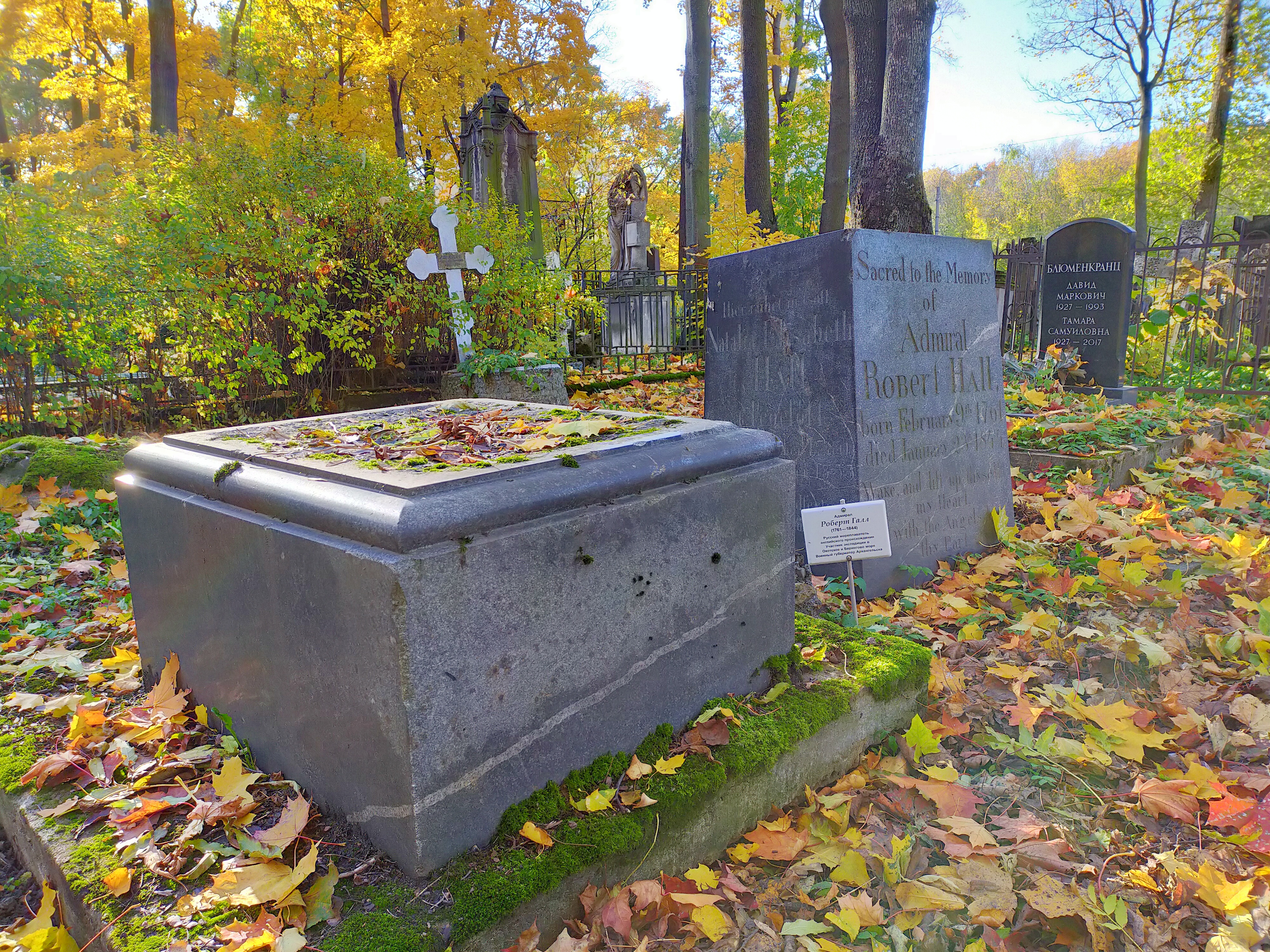
Части надгробия на могиле Р. Р. Галла и его супруги Натальи-Елизаветы, Волковское лютеранское кладбище

С 16 февраля по 11 декабря 1811 года временно исполнял обязанности главного командира Черноморского флота. Затем он был переведён на Балтийский флот, где занимал должности командира Ревельского порта и в 1826—1830 годах инспектора Балтийских ластовых экипажей.
В 1830 году назначен главным командиром Архангельского порта, Архангельским военным губернатором и произведён в адмиралы.
11 апреля 1836 года назначен членом Адмиралтейств-совета и награждён орденом Св. Александра Невского.
Роман Романович Галл умер 23 января 1844 года и был похоронен в Санкт-Петербурге на Волковском лютеранском кладбище.

## Семья
Жена: Галл Наталья-Елизавета (31 декабря 1780 - 21 сентября 1855)
Сыновья: 
- Роман Романович — мичман флота, скончался 2 мая 1822 года в Рио-де-Жанейро во время кругосветного плавания на шлюпе «Открытие».
- Александр Романович — лейтенант флота, 27 сентября 1823 года переведён в чине капитана в драгунский Ингерманландский полк;
  - Внук: Галл, Александр Александрович (1831—1904) — русский военный деятель, Генерал-адъютант, Генерал от кавалерии.

## Память
Его именем названы северный входной мыс в заливе Книповича на восточном побережье острова Южный архипелага Новая Земля(открыт и нанесён на карту П. К. Пахтусовым в 1833 году, им же присвоено мысу имя Р. Р. Галла) и мыс в Беринговом море (имя присвоено в 1849 году М. Д. Тебеньковым).
В честь Р. Р. Галла назван остров Холл [Моржовый] (восточная часть Берингова моря, 60°40′ с.ш., 173°05′ з.д., изначально остров М. Д. Тебеньковым был назван островом Моржовым, после 1875 года американцами назван по фамилии Р. Р. Галла; на карты название наносится с искажением фамилии).